# Whitley City
Whitley City est une census-designated place située dans le comté de McCreary, dans le Commonwealth du Kentucky, aux États-Unis. C’est le siège du comté. Sa population s’élevait à 1 170 habitants lors du recensement de 2010.

## À noter
Contrairement à ce que son nom laisse suggérer, la localité n’est pas une city incorporée. Whitley City est, avec Burlington, la seule census-designated place de l’État qui est le siège de son comté. Cela est dû au fait que le comté de McCreary ne compte aucune city.

## Source
- (en) Cet article est partiellement ou en totalité issu de l’article de Wikipédia en anglais intitulé « Whitley City, Kentucky » (voir la liste des auteurs).